# Olle Åhlund
Karl-Oskar Svensson (Degerfors, 1920. augusztus 22. – Degerfors, 1996. február 11.), svéd válogatott labdarúgó, edző.
A svéd válogatott tagjaként részt vett az 1950-es és az 1952. évi nyári olimpiai játékokon.

## Sikerei, díjai

### Egyéni
- Guldbollen: 1951